# Leopoldo Contarbio
Leopoldo Vicente Contarbio Chamorro (Buenos Aires, 29 aprile 1927 – 24 agosto 1993) è stato un cestista argentino.

## Carriera
Con l'Argentina ha disputato due edizioni dei Giochi olimpici (Londra 1948, Helsinki 1952) e i Campionati mondiali del 1950.